# Paleontologie, schakel met het verleden
Paleontologie, schakel met het verleden is een Nederlandse documentairefilm uit 1959 gemaakt door Han van Gelder. De film was bijzonder omdat met behulp van de table-toptechniek het leven in de prehistorie in beeld werd gebracht en werd gekoppeld aan de geologische vondsten in het heden. De film oogstte internationaal waardering en prijzen.

## Aanleiding
Royal Dutch Shell liet in de jaren vijftig een aantal documentairefilms over de oliewinning maken door Bert Haanstra. Achtereenvolgens The changing earth (1953), The search for oil (1953), The wildcat (1954) en The oilfield (1954). Vervolgens een film over het bestrijden van insecten The rival world (1955). Omdat de winning van olie en gas mogelijk is door wat er in de prehistorie is gebeurd besloot men (i.c. De Bataafsche Petroleum Maatschappij) de volgende film aan paleontologie te wijden. Dit vooral om deze wetenschap en haar resultaten bij het grote publiek meer bekendheid te geven.
Deze film werd echter niet door Haanstra gemaakt, maar door Han van Gelder. Deze was in dienst bij Toonder Studio's en had daar sinds 1952 een afdeling voor table-top filmproductie opgezet. Bij de laatste Shell-film had Haanstra de bedreiging die insecten voor de gezondheid van mens en gewas vormen spectaculair in beeld gebracht door deze via macro-opnamen schermbreed in de bioscoop te tonen. Voor de extreme close-ups en trucages die daarvoor nodig waren had hij Van Gelder bij The rival world ingeschakeld.
Hoewel de precieze ontstaansgeschiedenis niet bekend is, is wel duidelijk dat het verbeelden van de prehistorie alleen maar mogelijk is door trucage. En de tabletop-techniek, waarbij de camera langs een miniatuur(tafel)opstelling filmt waarop onderdelen kunnen worden bewogen, was daarvoor geschikt. Shell gaf opdracht aan Toonder Studio's, om de film door Han van Gelder te laten maken. Bert Haanstra had de rol van adviseur.

## Realisatie
Voor Han van Gelder was deze opdracht de gelegenheid om zijn ervaring in eerdere films te koppelen aan zijn belangstelling voor biologie en evolutie. Hij bezocht hoogleraren paleontologie en een tiental internationale musea en zou uiteindelijk een jaar aan een film werken die slechts 18 minuten duurt.
Met aanvankelijk als werktitel “Alles wat leeft laat sporen na” was het doel aan een groot publiek (scholieren, personeel, belangstellenden) uit te leggen wat (micro)paleontologie is en wat het ons leert over het leven in de prehistorie. De film begint met de alomtegenwoordigheid van fossiele resten in ons dagelijks leven te tonen en hoe deze worden opgeborgen en bestudeerd in musea. In het tweede deel worden overeenkomsten en verschillen getoond met levende wezens van nu. Vervolgens wordt getoond dat het meeste werk niet zozeer zit in het vinden van fossiele resten, maar in het uitprepareren ervan en het reconstrueren van het totale skelet dan wel totale wezen. De gereconstrueerde elementen worden vervolgens samengevoegd in verschillende landschappen zoals die er miljoenen jaren geleden uitgezien kunnen hebben. Het vierde en laatste deel van de film laat praktische toepassingen zien zoals het bepalen waar kolen- en aardoliehoudende lagen voorkomen.
Han van Gelder kreeg van Marten Toonder zowel inspiratie als ruimte om een eigen film te maken. Een bron van inspiratie was een dik boek “Inleiding in de Biologie” dat hij van Toonder kreeg en dat zijn belangstelling prikkelde voor (het ontstaan van) het leven op aarde. Een belangstelling die hij zijn hele leven zou houden en leidde tot een eigen benadering.
In een verjaardagstoespraak aan Marten Toonder, die hij ook op papier zette, vertelde Han van Gelder dat die eigen benadering niet makkelijk was. Bij de voorvertoning aan Shell waren er specialisten uit Engeland overgekomen, wetenschappers, PR-officers en andere betrokkenen:
“En ze hadden allen hun zegje: "Deze scene naar achteren", "dat blok naar voren", "Die twee instellingen kunnen eruit". Er bleef geen spat heel van m'n moeizaam geploeter. Ik kon wel grienen! En daarna dat gesprek met Marten. M'n verslag over de gebeurtenissen, wie wat zei, hoe en waarom en m'n onmacht om m'n eigen visie staande te houden tegenover al die mensen. Toonder liet me uitspreken en zei toen: "Jij maakt die film zoals jij denkt dat het moet". "Maar" pruttelde ik tegen "als de klant hem afkeurt en we moeten overmonteren, dat kost veel geld". "Dat is nou mijn verantwoording", antwoordde Toonder.”

## Kritiek
De wereldpremière op 5 maart 1959 in het Metropole-Tuschinski theater in Den Haag werd door Shell gecombineerd met de Nederlandse première van 'Pattern of supply' van Alan Pendry. De kritieken waren vooral enthousiast over de film Paleontologie en prezen de heldere en boeiende wijze waarop deze “onbekende wetenschap” in beeld was gebracht. Een aantal recensenten heeft naast lof ook kritiek, omdat volgens hen bij deze film, in vergelijking met de eerdere Shell-films van Haanstra, geen sprake is van film“kunst”. Bij Paleontologie “prevaleert de interessante, leerrijke inhoud boven de vorm, die volstaat met een vakkundige aaneenschakeling van de beelden, waarvan de betekenis en inhoud de aandacht makkelijk boeien”.
De film werd geselecteerd voor verschillende internationale filmfestivals en kreeg een derde prijs bij de uitreiking van de Nederlandse Staatsprijzen voor Filmkunst 1959.

## Filmfestivals en prijzen
- 1959 Derde prijs Nederlandse Staatsprijs Filmkunst
- 1959 Selectie voor Filmfestival Berlijn
- 1960 Selectie voor Filmfestival Belgrado
- 1962 Selectie voor 13th Karlovy Vary Filmfestival in Karlsbad